# 文世光
文世光（1951年12月26日—1974年12月20日），又名南条世光，是日本大阪出身的朝鮮裔日本人，文世光事件的主角，也是北朝鮮的間諜。

## 略歷
文世光出生於1951年（昭和26年）大阪府大阪市東住吉區，是一位石綿製品製造業者的三子。
他在高中二年級退學，加入在日本大韓民國民團生野北支部，他在高中時已思想左傾，經常閱讀《金日成選集》和《毛澤東語錄》。1973年9月，文與在日本朝鮮人總聯合會大阪生野西支部政治部長金浩龍初次接觸，並與文說韓國總統被殺會成為人民起義之催化劑。10月頃與友人吉井美喜子說決意刺殺朴正熙，在11月領取50萬日元作工作費。
在1974年8月8日，使用日本護照進入韓國，然後住在預定的朝鮮飯店。8月15日韓國光復節，朴正熙至韓國國立劇場出席紀念活動，文世光後來乘坐福特汽車避開警衛進入會場。
最初他打算在劇院大堂開槍，但他的視線被擋住；他被迫進入和接近影院的後面坐下。他試圖接近總統，因故扣動手槍扳機傷到自己而驚動保安，於是文跑下來劇場通道瘋狂射擊。他的第二槍擊中了朴發言時講台的左邊，第三槍子彈走火，但第四槍擊中朴的夫人陸英修頭部，最後一槍射中一位保镖朴容奎，同时，一名高中學生張峰華也被流弹击中身亡（据说是在场安保人员所为）。在場警察捉住他後，朴正熙繼續演說，陸英修在當晚7時去世。
在審訊中，文供認在日本朝鮮人總聯合會官員資助他刺殺朴正熙總統。文世光是用日本護照進入韓國的事實，引起韓國和日本、朝鮮之間的外交關係緊張；韓國認定文是代表朝鮮，但日本拒絕接受韓國的論述。因此，朴正熙威脅要斷絕外交關係，並要將日本在韓國的資產全數國有化。他要求美國使館官員在日本發出的了一封調解信，緩和兩國間的緊張關係。
他在4個月後被判絞刑，在12月20日於首爾行刑，终年僅22岁。